# Massaker von Drenica

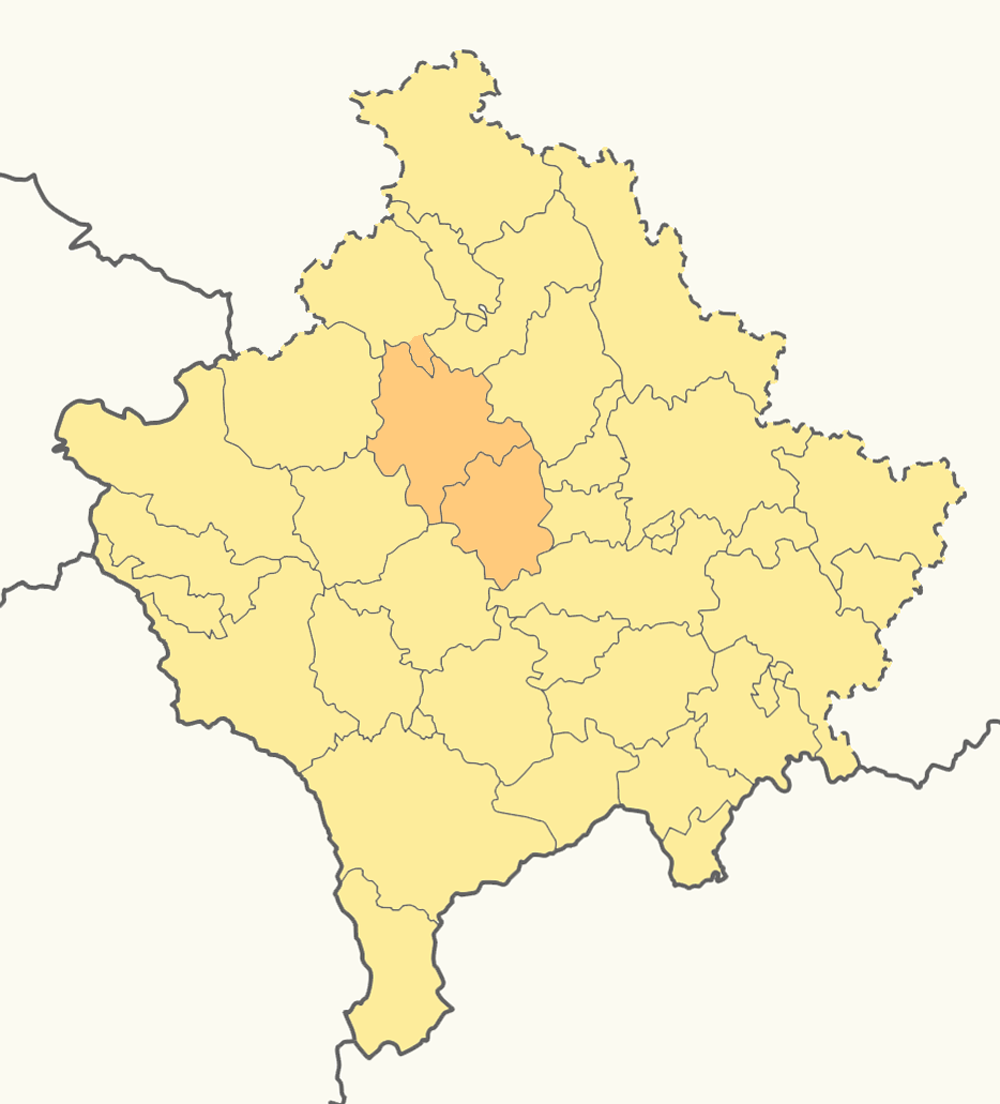
Die Drenica-Region umfasst hauptsächlich die kosovarischen Gemeinden Drenas und Skënderaj

Die Massaker von Drenica (albanisch Masakra në Drenica bzw. Masakra në Drenicë, serbisch Масакри у Дреници Masakri u Drenici) waren Massentötungen, die von serbischen Sonderpolizeikräften in der Drenica-Region des Zentral-Kosovo in den Jahren 1998 und 1999 an Kosovo-Albaner begangen wurden.

## Hintergrund
Drenica liegt im zentralen Kosovo und ist fast ausschließlich von ethnischen Albanern bewohnt. Die Bewohner der Region haben eine lange Tradition des starken Widerstands gegen äußere Mächte, die auf die osmanischen Herrschaft auf dem Balkan zurückgeht. Die Dörfer der Drenica-Region sind der Geburtsort der Kosovo-Befreiungsarmee (UÇK), die sich 1996 in Drenica bewaffnete und ihre Operationen begann. Bis 1997 bezeichneten Kosovo-Albaner Drenica wegen der Anwesenheit der UÇK als befreites Gebiet.

## Massaker im Jahr 1998
Im Januar 1998 begann die serbische Sonderpolizei mit Razzien in Dörfern der Region Drenica, die mit der UÇK in Verbindung standen. Zwischen dem 28. Februar und dem 5. März griff die Polizei die Dörfer Ćirez, Likoshan und Prekaz mit gepanzerten Fahrzeugen und Hubschraubern mehrfach militärisch an. Obwohl die UÇK bei diesen Angriffen in Kämpfe verwickelt war, schossen die Regierungstruppen auf Frauen, Kinder und andere Nichtkombattanten.
Am 28. Februar und 1. März griffen Spezialeinheiten als Reaktion auf UÇK-Überfälle auf die Polizei zwei benachbarte Dörfer, Ćirez und Likoshan, an. Zu diesen Kräften gehörten Hubschrauber, gepanzerte Fahrzeuge, Mörser und Maschinengewehre, die ohne Vorwarnung auf die Zivilisten in den beiden Dörfern gerichtet wurden. Insgesamt wurden bei den Massakern in Ćirez und Likošane 24 Zivilisten getötet. Weniger als eine Woche später, am 5. März, griff die Sonderpolizei das nahe gelegene Dorf Prekaz an, in dem Adem Jashari, der Anführer der UCK, lebte. Jashari wurde zusammen mit seiner gesamten Familie, einschließlich Frauen und Kindern, getötet. Bei den Angriffen und den anschließenden Kämpfen kamen 83 Dorfbewohner ums Leben, darunter mindestens 24 Frauen und Kinder. Viele der Opfer wurden aus nächster Nähe erschossen, was auf Hinrichtungen im Schnellverfahren schließen lässt; spätere Berichte von Augenzeugen bestätigten dies.
Die Massaker markierten den Beginn des Kosovokrieges. Nach dem 28. Februar 1998 wurden die Kämpfe zu einem bewaffneten Konflikt.

## Massaker im Jahr 1999

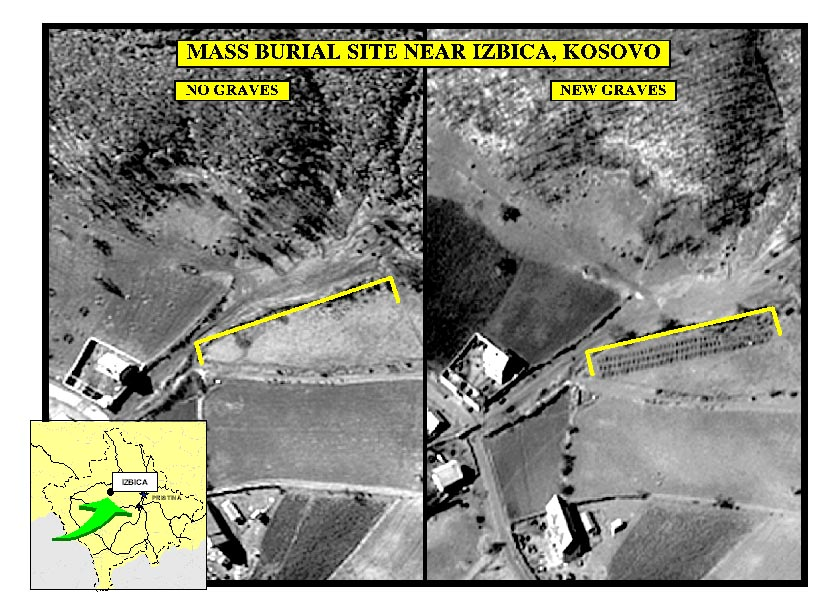
Satellitenbilder des Izbica-Massaker in der Drenica-Region

Zwischen dem 19. März und dem 15. Juni 1999 führten die Regierungstruppen in Drenica eine Kampagne zur ethnischen Säuberung der Kosovo-Albaner durch, die willkürliche Hinrichtungen, Verhaftungen, Schläge, Plünderungen und die Zerstörung von Schulen, Krankenhäusern und anderen zivilen Objekten umfasste.
Drenas (serbisch Glogovac), eine Hochburg der UÇK in Drenica, wurde von dieser Kampagne schwer getroffen. In Stari Poklek, einem Dorf in der Nähe von Drenas, richteten die jugoslawischen Streitkräfte zwei Männer und die Familie eines der Männer wegen ihrer UÇK-Verbindungen hin. Von 47 Familienmitgliedern (darunter 23 Kinder unter 15 Jahren), die die Truppen mit einer in einen Raum geworfenen Granate zu töten versuchten, überlebten sechs. In Vrbovac wurden vermutlich 150 Menschen hingerichtet. Auch in anderen Dörfern in der Umgebung wurden Albaner, UÇK-Mitglieder, mutmaßliche UÇK-Mitglieder und ihre Familien von serbischen Truppen hingerichtet. In Drenasc wurde im Mai an fünf Tagen der größte Teil der Bevölkerung vertrieben und in Richtung der mazedonischen Grenze geschickt.
In Čikatovo wurden mehr als 100 ethnische Albaner hingerichtet und in einem Massengrab verscharrt, wie die Ermittler für Kriegsverbrechen berichteten. Am 15. Juni 1999 zogen sich die jugoslawischen Streitkräfte aufgrund eines von der NATO unterzeichneten Abkommens aus Drenas zurück.

## Massengräber
Im Mai 2010 wurde im Dorf Rudnica in Serbien ein Massengrab mit 250 Leichen aus den Massakern gefunden. Die Leichen wurden im Mai oder Anfang Juni 1999 aus Gräbern in Drenica überführt.